# 中国电影产业集团
中国电影产业集团股份有限公司（China Film Group Co.,Ltd.，上交所：600977），簡稱中影股份、中国电影，是中国大陆一家电影公司，中国电影集团公司旗下直属（控股）企业。2010年，经中共中央宣传部、国家新闻出版广电总局批准，中国电影集团公司联合中国国际电视总公司、央广传媒发展总公司、长影集团有限责任公司、中国联合网络通信集团有限公司等7 家单位共同发起设立了中国电影股份有限公司。公司主营业务包括创作、发行、放映、科技、服务、创新六大板块，涵盖电影剧集制片，后产品经营；国产与进口电影宣传发行；影院投资，院线经营；电影科技研发，影视设备生产销售和技术服务；影视制作、票务平台和融资租赁服务等领域，与境外数百家著名电影企业有着紧密的合作关系。2025年5月，为对应公司发展战略和功能定位，经股东大会审议批准，由“中国电影集团股份有限公司”（英文：China Film Co., Ltd.）更名至现名。

## 出品电影
不完全

### 2013年
- 《中国合伙人》
- 《无人区》

### 2014年
- 《心花路放》

### 2015年
- 《狼图腾》
- 《玩命關頭7》(中国电影股份有限公司占10%股份)
- 《百团大战》
- 《九层妖塔》

### 2016年
- 《美人魚》
- 《大唐玄奘》
- 《我的战争》
- 《长城》

### 2017年
- 《玩命關頭8》
- 《戰狼2》（联合出品）
- 《建军大业》

### 2018年
- 《唐人街探案2》（联合出品）
- 《厉害了，我的国》

### 2019年
- 《流浪地球》
- 《新喜剧之王》
- 《误杀》

### 2020年
- 《夺冠》
- 《一点就到家》
- 《金刚川》
- 《送你一朵小红花》

### 2021年
- 《你好，李焕英》（联合出品）
- 《唐人街探案3》
- 《悬崖之上》
- 《我和我的父辈》
- 《长津湖》

### 2022年
- 《長津湖之水門橋》
- 《独行月球》

### 2023年
- 《流浪地球2》
- 《满江红》
- 《熊出没·伴我“熊芯”》

## 发行电影
不完全

### 2021年
- 《你好，李焕英》
- 《唐人街探案3》
- 《熊出没·狂野大陆》

### 2025年
- 《你行！你上！》

## 历史
成立于2010年12月9日，是一家由中国电影集团公司作为主发起人，联合中国国际电视总公司、央广传媒发展总公司、长影集团有限责任公司、江苏省广播电视集团有限公司、中国联合网络通信集团有限公司、北京歌华有线电视网络股份有限公司、湖南电广传媒股份有限公司共同成立的一家电影公司。
2016年8月9日，中影股份在上海证券交易所开市，正式登陆A股资本市场，股票代码为600977，发行价8.92元。
2025年5月20日，中国电影召开2024年年度股东大会，审议通过了关于《变更公司名称》的议案，同意将公司中文名称“中国电影股份有限公司”变更为“中国电影产业集团股份有限公司”，英文名称“CHINA FILM CO.,LTD.”变更为“CHINA FILM GROUP CO.,LTD.”，证券简称及证券代码保持不变。

## 下属院线
中影股份在全国的城市院线中拥有3条控股院线和4条参股院线。
| 院线名称         | 中影持有的股份 |
| ---------------- | -------------- |
| 中影数字院线     | 100%           |
| 中影星美院线     | 60%            |
| 深圳中影南方院线 | 56%            |
| 辽宁北方院线     | 50%参股        |
| 海南蓝海院线     | 50%参股        |
| 北京新影联       | 25.95%参股     |
| 四川太平洋       | 46.97%参股     |

## 机构设置
第一届董事长为韩三平，第一届副董事长兼总经理为韩晓黎。
第一届董事会董事包括韩三平、韩晓黎、江平、乐可锡、傅若清、付国昌、陈飞和雷振宇。